# Офори, Келвин
Келвин Офори (англ. Kelvin Ofori; род. 27 июля 2001, Кумаси) — ганский футболист, полузащитник клуба «Спартак (Трнава)».

## Клубная карьера
Офори — воспитанник ганской футбольной академии «Право на мечту». Летом 2019 года он подписал контракт с немецким клубом «Фортуна» из Дюссельдорфа. В том же году Офори для поучения игровой практики начал выступать за дублирующий состав. 10 августа в матче Кубка Германии против «Филлингена 08» Келвин дебютировал за основной состав. В этом же поединке Офори забил свой первый гол за «Фортуну». 8 марта 2020 года в матче против «Майнц 05» он дебютировал в немецкой Бунсдиге. 